# 山田郡 (尾張国)

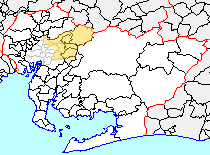
尾張国山田郡の位置

山田郡（やまだのこおり）は、かつて尾張国東部に存在した郡である。戦国時代に廃止され、春日井郡と愛知郡に分割編入されたが、その具体的な領域や廃止時期などに不明な点が多い。

## 郡域
正確な郡域については不明な点が多いが、以下の地域が山田郡に含まれていたことが推定されている。
- 名古屋市の一部（守山区・名東区の全域と北区[注釈 1]・天白区[注釈 2]・千種区[注釈 3]・西区[注釈 4]・東区[注釈 5]・昭和区[注釈 6]の各一部）
- 瀬戸市の全域
- 尾張旭市の全域
- 長久手市の全域
- 日進市の全域
- 東郷町の一部[注釈 7]
- 春日井市のごく一部[注釈 8]

## 歴史

### 郡名の由来
郡名の由来ははっきりしないが、当郡内の大半が丘陵地で山間部を縫うように河川や氾濫原が形成されている地形に由来するというのが定説である。一方、安閑天皇の皇后春日山田皇女の御名代部に由来するという説もある。継体天皇は尾張氏をはじめとする地方豪族の支持を受けて即位しており、尾張草香の娘との間に生まれた子が安閑天皇となっている。安閑天皇は短い治世の間に多数の屯倉を設置しており、皇后の屯倉の1つとして尾張におかれた御名代部が山田郡の由来ではないかとするものである。

### 古代
7世紀後半の評制下で置かれた山田評を前身とする。石神遺跡から出土した木簡に「尾治国山田評山田五十戸」と記載があり、この木簡の記述が初見である。『日本書紀』によれば、676年（天武天皇5年）9月21日に大嘗祭の悠紀として尾張国山田郡が卜定されたとあるが、この頃は実際には山田評であった。701年の大宝律令制定に伴って、評が郡となり山田郡が成立した。
古代の山田郡では「山田荘（やまだのしょう）」と呼ばれる東大寺領の荘園が存在していた。山田荘は752年に勅施入され、909年に立券された。遺称地名などから山田荘は現在の守山区・名東区・北区・西区などの地域に該当すると推定されている。1285年の『東大寺領諸荘注進状写』を最後に「山田庄」の名は東大寺の史料上から消えるため、東大寺領としては鎌倉期に衰退したと考えられる。
山田郡では古来から窯業が盛んであったことが知られる。特に名古屋市千種区の東山地区や尾張旭市城山の古窯群は古墳時代中期の遺跡として知られ、これらの地域で製造されたとみられる埴輪が名古屋市内の古墳で多く発見されている。また、現在の長久手市西部で製造されたとみられる須恵器が奈良県の石神遺跡から出土しており、飛鳥時代には当郡内で製造された須恵器が中央でも使用されていたらしい。『日本後紀』815年条には、尾張国山田郡の陶工である三家人部乙麿ら3人が技術伝習を受け雑生として登用されたことが記されている。
郡衙の所在地については、木簡、斎串などの祭祀具、「山田」「復家」などと墨書された土器類が出土する志賀公園遺跡（名古屋市北区）が有力視されている。

#### 郷
平安中期に編纂された『和名類聚抄』には以下の郷が記載されている。
- 船木（ふなき）
  - 正確な比定地は不明であるが、『倭名類聚抄』では概ね国衙から近い順に郷が記載されているため当郷は山田郡内で最も西北に位置していたと考えられる[5]。したがって現在の名古屋市西区・北区の庄内川以南の地域に比定される[5]。北区にかつて存在した船附町（もとは杉村の小字名）を遺称地と見る説がある。なお黒笹7号窯から「船木郷」と刻書された陶器片が発見されている[7]。
- 主恵（すえ）
  - 須恵器に関連した地名と想定され、古窯群が多い千種区東部すなわち近世の末森村（末盛通などに名を残す）に比定する説が有力である[5]。
- 石作（いしつくり/いわさく）
  - 750年付の『智識優婆塞貢進文』（正倉院文書）に「尾張国山田郡石作郷戸主日下部建安万呂」とある[8]。長久手市岩作や日進市岩崎に比定する説が有力である[5]。当郷の訓についてはいずれの写本でも訓を欠いていて正確な読みは不明であるが、尾張国中島郡石作郷が「以之豆久利」と訓じられていることから当郷も「いしつくり」と読むことが定説化していた[8]。しかし「石作（いしつくり）」が「岩作（やざこ）」「岩崎（いわさき）」という地名に転じることが考えにくいため、本来は「いわさく」と読んでいたという説がある[9]。
- 志談（しだみ）
  - 藤原宮出土木簡に「山田評之太々里」とあり、古くは「之太々」と書いたらしい。この他に「志田美」「志田見」と書く例もみられる[5]。名古屋市守山区志段味（上志段味・下志段味）に比定される[5]。和名抄には「志誤」と記されているが誤記だと推定されている[5]。
- 山口（やまぐち）
  - 平城宮出土木簡に「山田郡山口郷」とある[5]。瀬戸市山口付近に比定するのが定説である[5]。9世紀成立の『尾州記』逸文によれば、山田郡山口郷内に「張田邑」という村があり、榛の木が多かったという[10]。
- 加世（かせ）　
  - 比定地不詳[5]。遺称地も残っていない。記載順から山口郷と両村郷の間に存在した可能性が高いと考えられるが、両村郷の比定地も不詳であり当郷を正確に比定することはできない。日進市三本木谷とする説、日進市本郷を当郷の本郷と見なす説、日進市岩崎付近とする説[5]、名古屋市天白区平針付近とする説など諸説ある。
- 両村（ふたむら）
  - 比定地不詳[5]。750年付の『造寺公所』（正倉院文書）に「尾張国山田郡両村郷戸主笛吹部小足」とある[5]。かつては豊明市二村山を遺称地とするのが定説であったが、近年になって現在の豊明市が山田郡ではなく愛知郡に属していたことを示す史料が複数見つかっており[注釈 11]、当郷を豊明市内に比定することに懐疑的な見解が多い[5]。東郷町諸輪が鎌倉期に「両和」と書かれていたことから、東郷町内に比定する説がある。『延喜式』には駅家として「両村駅」の記載があり、これも当郷と関連するものである。両村駅についても不明な点が多いが天白区島田とする説がある[5]。なお日進市岩崎の岩崎24号窯から「両村」と書かれた平安期の陶印が発見されている[11]。
- 余戸（あまるべ）
  - 比定地不詳[5]。余床町などの地名が残る瀬戸市北東部一帯にあてる説がある[12]。
- 驛家（うまや）
  - 『延喜式』に「両村駅」という駅家の記載があり、当郷はこの駅家周辺のことと推定される[5]。両村駅の位置については不明で諸説あるが、名古屋市天白区島田に「厩之内（うまやのうち）」という小字が近世まで存在しており奈良期から平安期の遺跡が発見されていることから、島田周辺の地域に比定する説がある[5]。
- 神戸（かんべ/ごうど）
  - 比定地不詳[5]。14世紀に熱田神宮領があった瀬戸市上水野町・下水野にあてる説[13]、近世の野並村に「神戸」という小字名が残っていたことから野並に比定する説、「ゴードの森」の名があった尾張旭市印場に比定する説などがある[5]。

この他、以下のような『倭名類聚抄』に不記載の郷里が木簡などから確認される。
- 山田（やまだ）
  - 石神遺跡出土木簡に「尾治国山田評山田五十戸」と[3]、正倉院文書『造寺所公文』に「尾張国山田郡山田郷戸主郡造族石勝戸口」とある[2]。近世の春日井郡山田村（後の名古屋市北区山田および山田町）を遺称地とするのが定説である[注釈 12]。「山田」という郷名や郡造族の在住などからして山田郡の中心地であったことが推定され、郡衙も当郷内に置かれていた可能性がある。なお名古屋市北区の志賀公園遺跡から「山田」と書かれた須恵器片が見つかっており、志賀町付近に郡衙・郡寺が置かれていたとする説がある。
- 瓫（ほとぎ）
  - 長久手市市が洞窯跡出土の須恵器に「尾治瓫五十戸」と、同市丁子田窯跡出土須恵器片に「瓫五十戸」、名古屋市名東区猪高町大字上社出土須恵器片に「瓫」とある。現在の長久手市西部から名東区東部を含んでいた里（五十戸）であったと考えられる[6]。同地域では須恵器の製造が盛んであったらしく、窯跡が多く見つかっている[6]。「瓫五十戸」と刻銘された須恵器は奈良県の石神遺跡でも見つかっており、当地周辺の窯で製作された須恵器は中央でも使用されていたらしい[6]。なお江戸期まで長久手市内に「仏池」という池があり、仏が根という地名が現在も残っている。
- 黒見田（くろみた）
  - 名古屋市名東区高針原窯跡出土の須恵器片に「黒見田五十戸」、同区久方（戸笠窯跡）出土須恵器片にも「黒見田」とある[14]。比定地は不詳だが須恵器片の出土からして、天白川と植田川の合流地点周辺（現在の天白区植田・平針・島田・八事）付近に置かれた里（五十戸）とする説がある[14]。奈良県の石神遺跡でも「黒見太」と書かれた須恵器が見つかっており、当地で製作された可能性がある[15]。

#### 式内社
『延喜式』神名帳に記される郡内の式内社。
| 神名帳                    | 神名帳                | 神名帳 | 神名帳             | 比定社                                           | 比定社                                     | 比定社               | 集成 |
| 社名                      | 読み                  | 格     | 付記               | 社名                                             | 所在地                                     | 備考                 | 集成 |
| ------------------------- | --------------------- | ------ | ------------------ | ------------------------------------------------ | ------------------------------------------ | -------------------- | ---- |
| 尾張国山田郡 19座（並小） |                       |        |                    |                                                  |                                            |                      |      |
| 片山神社                  | カタヤマノ            | 小     |                    | （論）片山八幡社                                 | 愛知県名古屋市東区徳川二丁目13-26          |                      |      |
| 片山神社                  | カタヤマノ            | 小     | （論）片山神社     | 愛知県名古屋市東区芳野二丁目4-28                 |                                            |                      |      |
| 片山神社                  | カタヤマノ            | 小     | （論）七尾神社     | 愛知県名古屋市東区白壁二丁目28-19                |                                            |                      |      |
| 大目神社                  | オホメノ              | 小     |                    | 大目神社                                         | 愛知県瀬戸市巡間町1                        |                      |      |
| 大目神社                  | オホメノ              | 小     | （論）天目社       | 尾張国春日井郡東志賀村                           | 不詳                                       |                      |      |
| 大目神社                  | オホメノ              | 小     | （論）大日堂       | 尾張国春日井郡西杉村                             | 不詳                                       |                      |      |
| 羊神社                    | ヒツシノ              | 小     |                    | 羊神社                                           | 愛知県名古屋市北区辻町5丁目26              |                      |      |
| 羊神社                    | ヒツシノ              | 小     | （論）高牟神社     | 愛知県名古屋市守山区瀬古東一丁目630              | 春日井郡の可能性あり                       |                      |      |
| 深川神社                  | フカカハノ            | 小     |                    | 深川神社                                         | 愛知県瀬戸市深川町                         |                      |      |
| 川嶋神社                  | カハシマノ            | 小     |                    | （論）川嶋神社                                   | 愛知県名古屋市守山区川村町281              |                      |      |
| 川嶋神社                  | カハシマノ            | 小     | （論）八剣神社     | 愛知県名古屋市守山区大森2丁目1721番地            | 合祀されている八幡社が川島神社という説あり |                      |      |
| 川嶋神社                  | カハシマノ            | 小     | （論）鹿嶋社       | 愛知県豊明市沓掛町宿75番                         | 愛知郡の可能性あり                         |                      |      |
| 小口神社                  | ヲクチノ              | 小     |                    | （論）八幡社                                     | 愛知県瀬戸市西本地町2丁目158               |                      |      |
| 小口神社                  | ヲクチノ              | 小     | （論）山口八幡社   | 愛知県瀬戸市八幡町                               | 『尾張国内神名帳』記載の「山口天神」か     |                      |      |
| 伊奴神社                  | イヌノ                | 小     |                    | 伊奴神社                                         | 愛知県名古屋市西区稲生町                   |                      |      |
| 金神社                    | カネノ コカネノ       | 小     |                    | 金神社                                           | 愛知県瀬戸市小金町                         |                      |      |
| 金神社                    | カネノ コカネノ       | 小     | （論）金神社旧跡   | 愛知県瀬戸市水北町                               | 感応寺境内小金観音堂                       |                      |      |
| 金神社                    | カネノ コカネノ       | 小     | （論）金井明神     | 尾張国春日井郡今村（江戸期当時）                 | 江戸後期までに廃絶                         |                      |      |
| 和爾良神社                | ワニラノ ワニノ       | 小     |                    | 景行天皇社                                       | 愛知県長久手市西浦401番地                  |                      |      |
| 和爾良神社                | ワニラノ ワニノ       | 小     | （論）藤森神明社   | 愛知県名古屋市名東区本郷                         |                                            |                      |      |
| 和爾良神社                | ワニラノ ワニノ       | 小     | （論）和合春日神社 | 愛知県愛知郡東郷町和合北蚊谷168                  |                                            |                      |      |
| 和爾良神社                | ワニラノ ワニノ       | 小     | （論）和爾良神社   | 愛知県名古屋市名東区猪子石原一丁目503            |                                            |                      |      |
| 和爾良神社                | ワニラノ ワニノ       | 小     | （論）和爾良神社   | 愛知県春日井市上条町                             | 春日井郡の可能性あり                       |                      |      |
| 和爾良神社                | ワニラノ ワニノ       | 小     | （論）朝宮神社     | 愛知県春日井市朝宮町                             | 春日井郡の可能性あり                       |                      |      |
| 和爾良神社                | ワニラノ ワニノ       | 小     | （論）両社宮神社   | 愛知県春日井市宮町                               | 春日井郡の可能性あり                       |                      |      |
| 多奈波太神社              | タナハタノ            | 小     |                    | （論）多奈波太神社                               | 愛知県名古屋市北区金城                     |                      |      |
| 多奈波太神社              | タナハタノ            | 小     | （論）白山神社     | 愛知県名古屋市守山区小幡中一丁目13-8             |                                            |                      |      |
| 綿神社                    | ワタノ                | 小     |                    | 綿神社                                           | 愛知県名古屋市北区元志賀町二丁目53-1       |                      |      |
| 綿神社                    | ワタノ                | 小     | （論）児子社       | 愛知県名古屋市北区志賀町一丁目65                 |                                            |                      |      |
| 澁川神社                  | シフカハノ            | 小     |                    | 渋川神社                                         | 愛知県尾張旭市印場元町北島2977             |                      |      |
| 澁川神社                  | シフカハノ            | 小     | （論）諏訪神社     | 愛知県名古屋市守山区中志段味字宮之前1174         |                                            |                      |      |
| 太乃伎神社                | オホノキノ            | 小     |                    | （論）大乃伎神社                                 | 愛知県名古屋市西区大野木二丁目233          | 春日井郡の可能性あり |      |
| 太乃伎神社                | オホノキノ            | 小     | （論）六所神社     | 愛知郡名古屋市西区比良三丁目154                  | 春日井郡の可能性あり                       |                      |      |
| 尾張神社                  | ヲハリノ              | 小     |                    | （論）白山神社                                   | 愛知県名古屋市守山区小幡中一丁目13-8       |                      |      |
| 尾張神社                  | ヲハリノ              | 小     | （論）尾張戸神社   | 愛知県名古屋市守山区上志段味・愛知県瀬戸市十軒町 |                                            |                      |      |
| 尾張神社                  | ヲハリノ              | 小     | （論）尾張神社     | 愛知県小牧市小針                                 | 春日井郡の可能性あり                       |                      |      |
| 別小江神社                | ワケヲエノ            | 小     |                    | （論）別小江神社                                 | 愛知県名古屋市北区安井                     | 春日井郡の可能性あり |      |
| 大井神社                  | オホヰノ              | 小     |                    | （論）大井神社                                   | 愛知県名古屋市北区如意二丁目1              | 春日井郡の可能性あり |      |
| 坂庭神社                  | サカニハノ サカハノ   | 小     |                    | （論）星神社                                     | 愛知県名古屋市西区上小田井                 | 春日井郡の可能性あり |      |
| 坂庭神社                  | サカニハノ サカハノ   | 小     | （論）渋川神社     | 愛知県尾張旭市印場元町北島2977                   |                                            |                      |      |
| 坂庭神社                  | サカニハノ サカハノ   | 小     | （論）坂庭神社     | 愛知県小牧市多気東町                             | 春日井郡の可能性あり                       |                      |      |
| 尾張戸神社                | ヲハリヘノ ヲハリトノ | 小     |                    | 尾張戸神社                                       | 愛知県名古屋市守山区上志段味・瀬戸市十軒町 |                      |      |
| 石作神社                  | イシツクリノ          | 小     |                    | 石作神社                                         | 愛知県長久手市岩作宮後17                   |                      |      |
| 凡例を表示                |                       |        |                    |                                                  |                                            |                      |      |

### 中世
中世の山田郡内には狩津荘や稲生荘などの荘園が置かれていた。山田郡のうち、後に愛知郡となる東部一帯の地域（現在の瀬戸市・名東区・天白区・日進市・東郷町など）は「八事迫（やごとばさま）」と呼ばれる国衙領であったことが知られている。戦国時代半ば、山田郡は矢田川近辺を境に分割され、春日井郡（後の東春日井郡、西春日井郡）と愛知郡に編入される。

## 考証

### 領域

太田正弘説に基づく尾張国山田郡の範囲と史料上に見える郡内の主な地名
※点線部分は境界不詳

東は三国山（美濃国・三河国との境）、北は玉野川（庄内川）、南は境川（三河国との境）が郡境と伝えられている。しかし特に愛知郡との境界については諸説ある。少なくとも現在の瀬戸市、尾張旭市、長久手市、日進市、名古屋市守山区、名東区の全域が含まれ、それに加えて西区、北区、東区、千種区の矢田川南岸一帯、さらに天白区や東郷町北部を加える説が有力である。
東境が美濃国・三河国との境界であるという点はほぼ共通した理解である。
北境は庄内川とするのが一般的であるが、河道の変遷が激しいためとくに西部ではっきりしないところがある。1143年（康治2年）『安食荘立券文』（醍醐寺文書）に春日部郡安食荘の南限が山田郡との郡境河川であると記されている。近世には春日部郡の成願寺、中切、福徳（いずれも現在名古屋市北区）が安食荘と呼ばれていたことから、その南の旧矢田川河道がかつての庄内川流路であり、春日部郡と山田郡の境界だったと考えられる。
南境は矢田川と庄内川の合流点を西端に、近世の春日井郡と愛知郡の郡境に沿って鍋屋上野（現在名古屋市千種区）に至る。その先が不詳であるが、天文21年『桜井文書』や大永5年『後奈良天皇綸旨』（祐福寺文書）を参考にして、鍋屋上野から丘陵を南下して八事周辺から天白区を通って東郷町で三河国に接するという説がある。太田正弘らは東郷町の「傍示本」という地名が尾張国愛知郡・山田郡と三河国の境界を示す傍示があった場所と推定し、概ね野並から東郷町傍示本を結ぶラインが愛知郡と山田郡の境界であると推定している。
一方、東海道両村駅を豊明市二村山近辺としそれを山田郡両村郷と同一視する場合には、現在の豊明市までを山田郡の領域に含めることになるが、前述の通り豊明市から東郷町南部は山田郡ではなく古来より愛知郡であったことが有力視されているため懐疑的な見解が多い。

### 廃止時期
史料上に山田郡の名が見えるのは、1548年（天文17年）2月14日付け瀬戸市熊野神社棟札に「尾州山田郡八事北迫菱野村」とあるのが最後である。しかしそれ以前である1527年（大永7年）付の宝篋印塔銘文（尾張旭市印場の庚申堂境内）に「春郡因馬郷」とあり、旧来は山田郡であったはずの尾張旭市印場が春日井郡となっていることから、山田郡廃止時期については16世紀初頭に遡る可能性がある。山田郡の廃止理由については不明であるが、16世紀前半に勢力を拡大していた織田氏との関連を指摘する説もある。